# Lepidostoma talamancense
Lepidostoma talamancense är en nattsländeart som beskrevs av Oliver S. Flint Jr. och Bueno-soria 1977. Lepidostoma talamancense ingår i släktet Lepidostoma och familjen kantrörsnattsländor. Inga underarter finns listade i Catalogue of Life.